# Відкритий чемпіонат Франції з тенісу 2018
Відкритий чемпіонат Франції з тенісу 2018 — тенісний турнір, що проходив на відкритих ґрунтових кортах Стад Ролан Гаррос у Парижі з 27 травня по 10 червня 2018 року. Це був 122-й Відкритий чемпіонат Франції, другий турнір Великого шолома в календарному році. 
Турнір включав змагання в одиничному та парному розряді серед чоловіків та жінок, а також змагання у змішаному розряді. Юніори розіграли першості в одиничному та парному розряді серед хлопців та дівчат. Було проведено також одичночні та парні змагання на візках для тенісистів з обмеженими можливостями. Парні змагання серед легенд тенісу у чоловіків  проходили в двох категоріях — до 45 років та понад 45 років. Парні змагання серед легенд у жінок відбувалися в єдиній категорії. 
Свої титули в одиночних розрядах захищали Рафаель Надаль серед чоловіків та Єлєна Остапенко у жінок. У жінок одразу 6 тенісисток мали теоретичні шанси за підсумками турніру посісти перше місце в світовому рейтингу.

## Турнір
Турнір проходив під егідою Міжнародної федерації тенісу і був складовою частиною ATP та WTA турів сезону 2018. Матчі гралися на 22 кортах, серед яких 3 шоу-корти: корт Філіппа Шартріє, корт Сюзан Ланглен та корт №1.
Було внесено невеликі зміни в правила змагань. Тепер на подачу дається 25 секунд, а не 20, як це було раніше, але було встановлено публічний секундомір. У змаганнях юніорів скасовано чирки на подачі, відповідно до загальних правил проведення юніорських змагань.

## Огляд подій та результатів
У чоловіків Рафаель Надаль відстояв свій титул. Це для нього була 11-а перемога на паризьких кортах та 17-й мейджор загалом. Він відстояв право називатися першою ракеткою світу. 
У жінок минулорічна чемпіонка Єлєна Остапенко вибула вже в першому колі, поступившись Катерині Козловій. Перемогла в турнірі Симона Халеп. Для неї це перший виграш турніру Великого шолома. Халеп захистила право називатися першою ракеткою світу. 
У парному жіночому розряді минулорічні чемпіонки Бетані Маттек-Сендс та Луціє Шафарова не відстоювали свій титул. Перемогу здобула чеська пара Барбора Крейчикова / Катержина Сінякова. Для кожної з них це був перший титул Великого шолома. 
У парному розряді серед чоловіків перемогли французи П'єр-Юг Ербер та Ніколя Маю. Це для них вже третя перемога в турнірах Великого шолома, перша в Парижі. 
У змішаному парному розряді пара минулорічних переможців Габріела Дабровскі/Роган Бопанна розпалася. Дабровскі грала разом із Мате Павичом, але програла в фіналі парі Латіша Чжань/Іван Додіг. Для обох переможців це другий титул Великого шолома, але перший у міксті. Свої попередні звитяги Чжань та Додіг здобували в парному розряді на US Open 2017 та Roland Garros 2015, відповідно.
Японець Куніеда Сінго всьоме виграв Ролан Гаррос серед тенісистів на інвалідних візках. Це для нього вже 22-ий гренслем в одиночному розряді та 42-ий загалом, враховуючи парні перемоги.

## Результати фінальних матчів

### Дорослі
| Одиночний розряд. Чоловіки Детальніше |                               |                       |
| Рафаель Надаль                        | Домінік Тім                   | 6-4, 6-3, 6-2         |
|                                       |                               |                       |
| Одиночний розряд. Жінки Детальніше    |                               |                       |
| Симона Халеп                          | Слоун Стівенс                 | 3-6, 6-4, 6-1         |
|                                       |                               |                       |
| Парний розряд. Чоловіки               |                               |                       |
| П'єр-Юг Ербер Ніколя Маю              | Олівер Марах Мате Павич       | 6–2, 7–6(7–4)         |
|                                       |                               |                       |
| Парний розряд. Жінки Детальніше       |                               |                       |
| Барбора Крейчикова Катержина Сінякова | Ходзумі Ері Макото Ніномія    | 6-3, 6-3              |
|                                       |                               |                       |
| Мікст                                 |                               |                       |
| Латіша Чжань Іван Додіг               | Габріела Дабровскі Мате Павич | 6–1, 6–7(5–7), [10–8] |
|                                       |                               |                       |

### Юніори
| Одиночний розряд. Хлопці     |                      |                    |
| Цен Цзюньсінь                | Себастьян Баес       | 7–6(7–5), 6–2      |
|                              |                      |                    |
| Одиночний розряд. Дівчата    |                      |                    |
| Корі Гофф                    | Кетрін Макнеллі      | 1–6, 6–3, 7–6(7–1) |
|                              |                      |                    |
| Парний розряд. Хлопці        |                      |                    |
| Ондржей Штилер Наокі Тадзіма | Рей Хо Цен Цзюньсінь | 6–4, 6–4           |
|                              |                      |                    |
| Парний розряд. Дівчата       |                      |                    |
| Кетрін Макнеллі Іга Швйонтек | Юкі Найто Нахо Сато  | 6–2, 7–5           |
|                              |                      |                    |